# Josep Gras i Casasayas
Josep Gras i Casasayas (Manresa, 16 de febrer de 1898 - Barcelona, 16 de juliol de 1978), fou un mestre nacional que va començar el seu ensenyament amb la Mancomunitat de Catalunya i va ser depurat pel règim franquista després de la guerra civil espanyola.
Nascut a Manresa, era fill de Josep Gras i de Carme Casasayas, tenia set germans. Va estudiar la carrera de mestre i va viure les tendències pedagògiques innovadores impulsades per la Mancomunitat de Catalunya.
El 1925 li va ser concedida la medalla de l'Homenatge al rei. Va ser mestre a Sant Llorenç Savall i Barcelona (Grup Escolar «Milá i Fontanals») fins a 1939. Acabada la guerra civil espanyola, va ser depurat políticament com molts dels mestres actius durant la república, i va ser traslladat a Burón (Lleó), lluny de la família i els amics, durant cinc anys.
En tornar a Catalunya va donar classes a Sant Vicenç de Castellet, on va deixar una gran empremta, i un altre cop a Barcelona (Grup Escolar «Collaso i Gil»).

## Proposta pedagògica
En els seus començaments a Sant Llorenç Savall va poder desplegar la seva visió pedagògica inspirada en la combinació del joc amb l'ensenyament. A l'escola es realitzaven activitats com fer una excursió cada mes, una hora de cant a la setmana o tenir cura d'un hort amb la informació que els donaven els nens que vivien a pagès.
Una pràctica que va teoritzar a través de l'article «La joguina de l'any, eix d'activitats escolars» publicat l'any 1933 al Butlletí dels Mestres, una publicació mensual d'ampliació pedagògica creada per Eladi Homs.

Amb aquest article donava resposta a l'estudi que el Bureau International de l'Education
havia començat a realitzar el 1932 sobre el règim escolar de self-government, en el que es presentaven experiències com el sistema Winnetka que desenvolupava una estratègia d'ensenyament i estimulació de la lectura amb resultats altament beneficiosos. Una metodologia molt innovadora creada als Estats Units que havia estat introduïda amb l'impuls de l'escola republicana pel mestre mallorquí Albert Castell Peña i que Gras havia conegut.
El 16 de setembre de 1956 els ex alumnes de Sant Llorenç Savall van fer-li un homenatge. L'escola d'aquest municipi on es va estrenar com a docent, i que avui porta el seu nom, incorpora la línia pedagògica de Gras dins el seu projecte educatiu.